# Zarya (Station spatiale internationale)
Pour les articles homonymes, voir Zarya.
Module de l'ISS
Zarya (du russe : Заря́ « aube » ), ou Functional Cargo Block (FGB, acronyme latin du russe : функционально-грузовой блок, Founktsional'no-grouzovoï blok), est le premier module de la Station spatiale internationale (SSI ou ISS d'après l'anglais International Space Station) à être mis en service. Construit par la société russe GKNPZ Khrounitchev pour le compte de la NASA, il est mis en orbite le 20 novembre 1998 par le lanceur russe Proton et est rejoint deux semaines plus tard par le module américain Unity, puis en 2000 par le module d'habitation pressurisé russe Zvezda.
Zarya est un module pressurisé de forme cylindrique d'environ 19 tonnes qui assure initialement une partie de l'approvisionnement en énergie électrique du segment russe de la Station à l'aide de ses panneaux solaires, permet de stocker du matériel, et contribue au contrôle de l'attitude de la Station spatiale durant les premières phases de l'assemblage. Depuis l'arrivée d'autres modules, Zarya sert principalement de lieu de stockage d'équipements, de pièces de rechange et d'ergols pour le module de propulsion de Zvezda.

## Historique

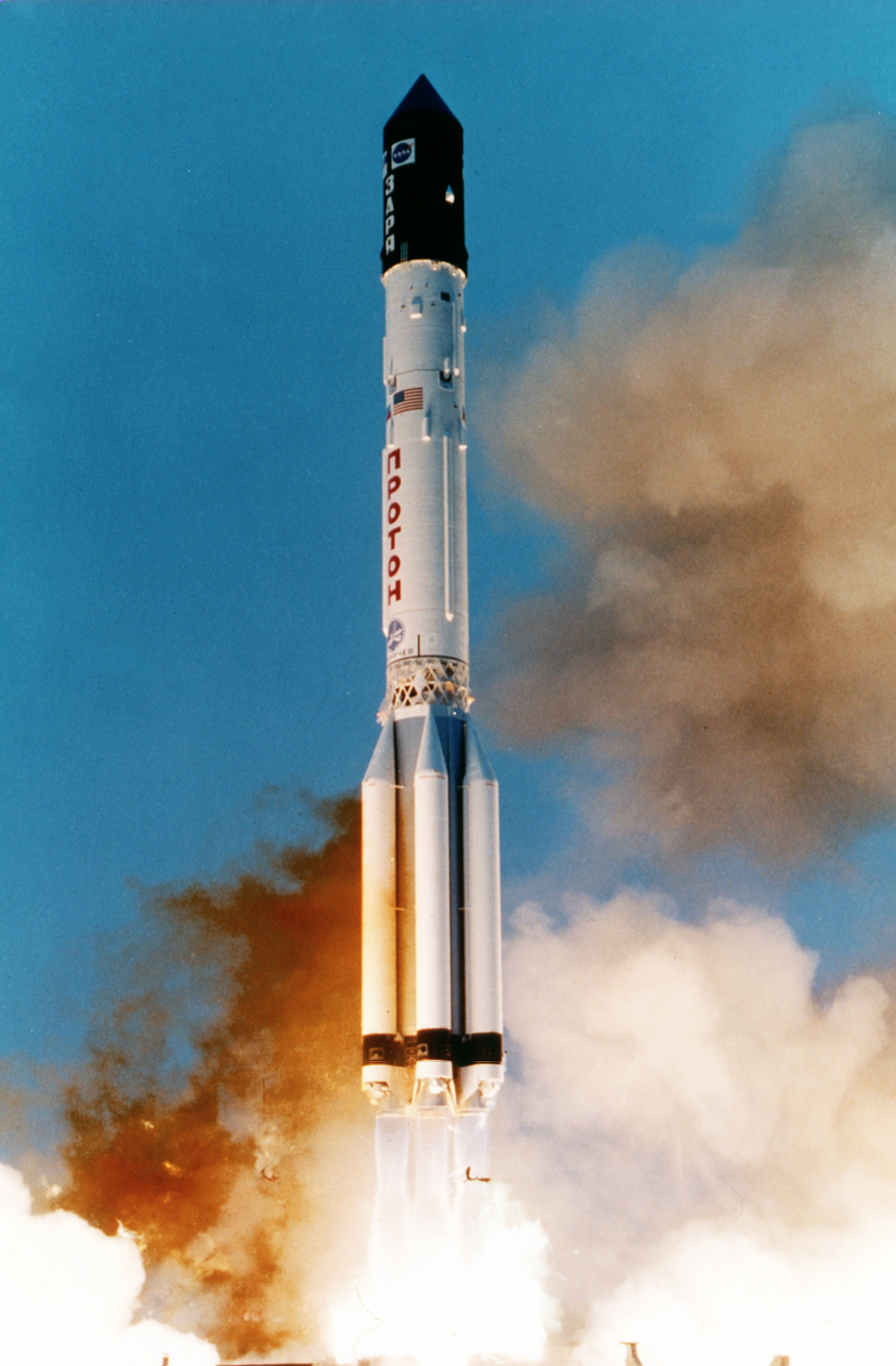
Lancement de Zarya par un lanceur Proton.

### Contexte
Au milieu des années 1990 les obstacles budgétaires qui bloquent la construction de la Station spatiale sur laquelle travaille la NASA depuis une vingtaine d'années sont progressivement levés. Pour la conception du premier module qui doit pouvoir manœuvrer en orbite, Lockheed propose son Bus-1 pour un coût de 450 millions de dollars américains. Mais à la suite de la détente qui accompagne l'arrivée de Boris Eltsine au pouvoir en Russie, un accord est signé le 2 septembre 1993 entre ce pays et les États-Unis. Celui-ci prévoit la fusion des projets de station spatiale des deux pays. La NASA choisit dans ce nouveau contexte de passer commande du premier module de la Station spatiale auprès du constructeur astronautique russe GKNPZ Khrounitchev à Moscou pour un montant d'environ 250 millions de dollars américains. Au-delà des économies réalisées, la NASA bénéficie ainsi d'un module dont la conception est testée dans l'espace et qui peut être ravitaillé en carburant par les vaisseaux cargo russes Progress allégeant la charge logistique de la navette spatiale américaine. Par ailleurs la présence de ce module doté d'un système d'amarrage aux normes russes permet d'accélérer le lancement du module d'habitation russe Zvezda qui peut ainsi servir d'hébergement à l'équipage en attendant la fabrication du module d'habitation américain dont le développement est repoussé par le Congrès américain,.
La construction est définitivement lancée le 13 juin 1995 lorsque la NASA charge Boeing de fournir les différents modules pressurisés américains de la Station dans le cadre d'un contrat de 5,63 milliards de dollars américains. Boeing supervise les différents sous-traitants dont Khrounitchev.

### Construction et lancement
Khrounitchev construit un module pressurisé qui dérive étroitement du vaisseau TKS développé pour desservir la station spatiale militaire soviétique Almaz. Le module est baptisé Zarya par les ingénieurs russes qui voient dans sa réalisation le début d'une nouvelle ère de l'exploration spatiale. Zarya est construit en respectant le planning entre décembre 1994 et janvier 1998 mais son lancement est différé de 17 mois car le module Zvezda fabriqué par le même constructeur prend du retard pour des raisons financières. Or ce dernier est nécessaire pour que la Station spatiale puisse être occupée de manière permanente. Finalement le module Zarya est livré le 1er janvier 1998 au cosmodrome de Baïkonour. Le module emporte dans ses réservoirs 4,7 tonnes de carburant ce qui porte sa masse totale à 24 tonnes. Le 20 novembre 1998 il est placé par le lanceur russe Proton sur une orbite elliptique et après séparation avec le troisième étage de celui-ci, une série de commandes pré-programmées activent les différents équipements du module et déploient les antennes Kours et Compares et les panneaux solaires. Au cours des jours suivants les moteurs principaux du module sont mis à feu pour placer Zarya sur une orbite de 383 kilomètres avec une inclinaison de 51,6°. 

### Amarrage de Unity
Deux semaines après la mise en orbite de Zarya, la navette spatiale Endeavour est lancée le 4 décembre 1998 dans le cadre de la mission STS-88 : elle emporte dans sa soute le module pressurisé Unity avec à ses deux extrémités un module d'accouplement pressurisé (PMA) permettant l'amarrage avec le segment russe ou la navette spatiale américaine. Après avoir réalisé une manœuvre de rendez-vous avec le module Zarya, le bras télécommandé de la navette spatiale capture le module russe et réalise son amarrage à Unity. La mission se poursuit avec deux sorties extravéhiculaires de deux astronautes de la navette spatiale qui connectent les différents câbles (énergie, informatiques) ainsi que des antennes. Le 10 décembre, l'équipage de la navette spatiale qui comprend un cosmonaute russe pénètre pour la première fois dans l'embryon de la Station spatiale internationale. Ils mettent en fonction certains équipements et effectuent des travaux de maintenance. Le lendemain la Station est mise en sommeil et après une dernière sortie extravéhiculaire, la navette spatiale s'en éloigne. Le module russe assure désormais de manière automatique le contrôle d'attitude de l'ensemble avec ses moteurs et fournit au module Unity les liaisons radio et l'énergie électrique.

### Amarrage de Zvezda
Le 26 juillet 2000, le module russe Zvezda qui est lancé par un lanceur Proton depuis Baïkonour s'amarre automatiquement au port d'amarrage de Zarya situé à l'opposé de Unity. Quelques semaines plus tard, la gestion de la Station spatiale est transférée des ordinateurs de Zarya à ceux de Zvezda. Au cours d'une sortie extravéhiculaire de l'équipage de la mission STS-106, qui a lieu le 11 septembre 2000, les connexions externes entre les deux modules russes sont mises en place. Les moteurs de Zvezda prennent désormais le relais de Zarya pour le contrôle d'attitude et les corrections d'orbite. Le rôle de Zarya se cantonne au stockage d'équipements et de carburants. L'Expédition 1, premier équipage permanent de la Station spatiale internationale, prend possession des lieux le 2 novembre 2000.

Construction de Zarya
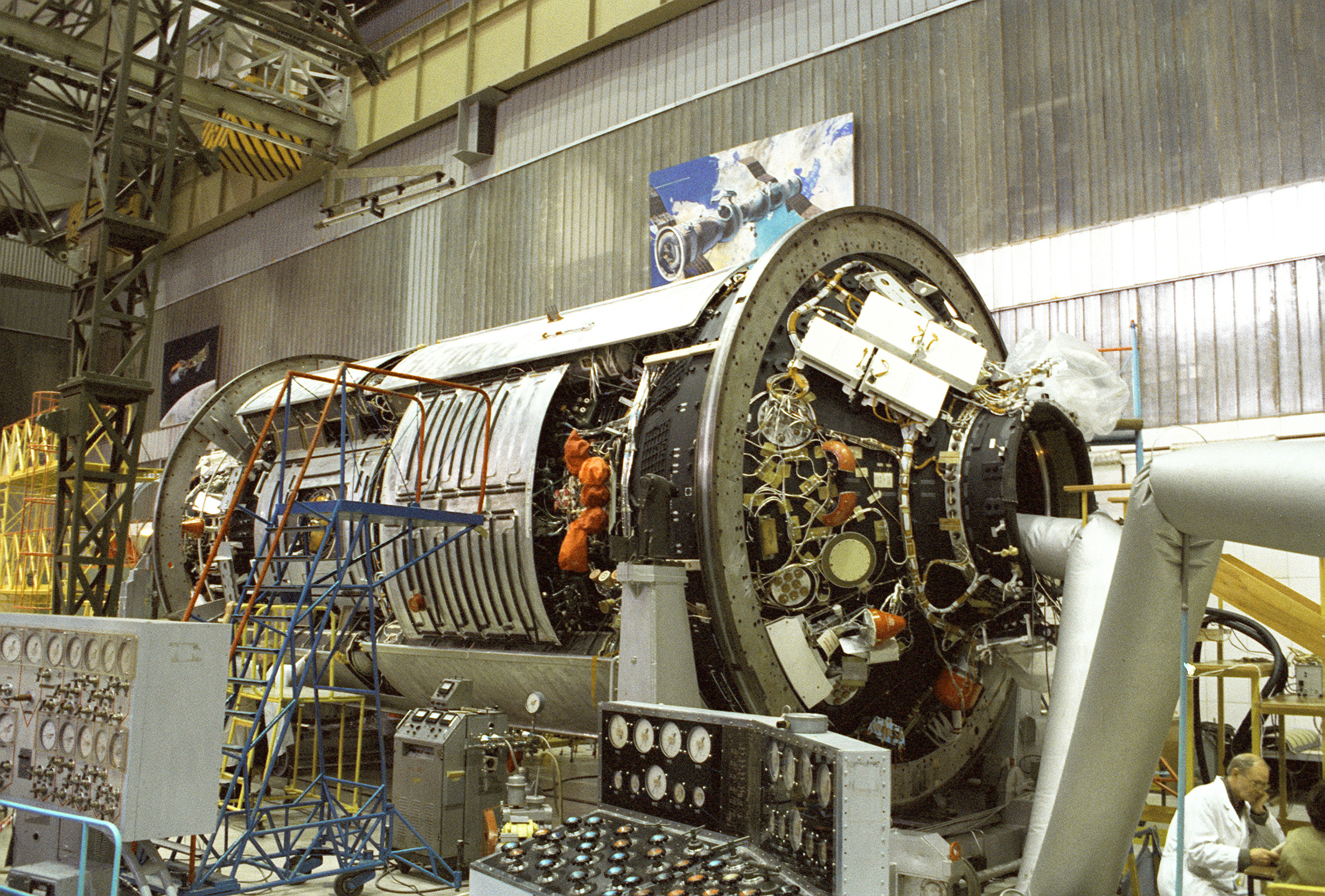
Zarya en cours de construction.
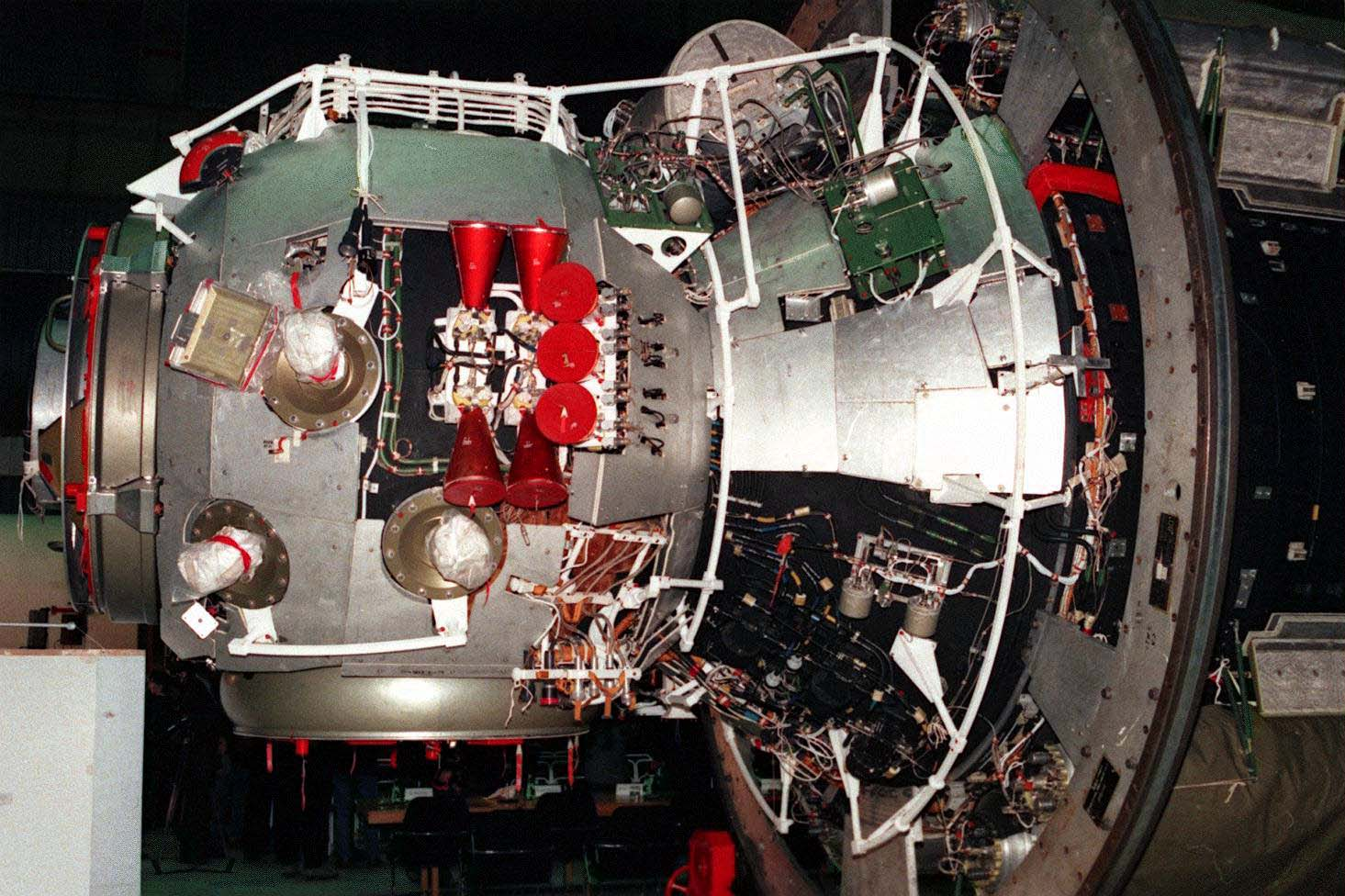
Un des ports d'attache de Zarya avant son lancement en novembre 1998.

## Caractéristiques techniques

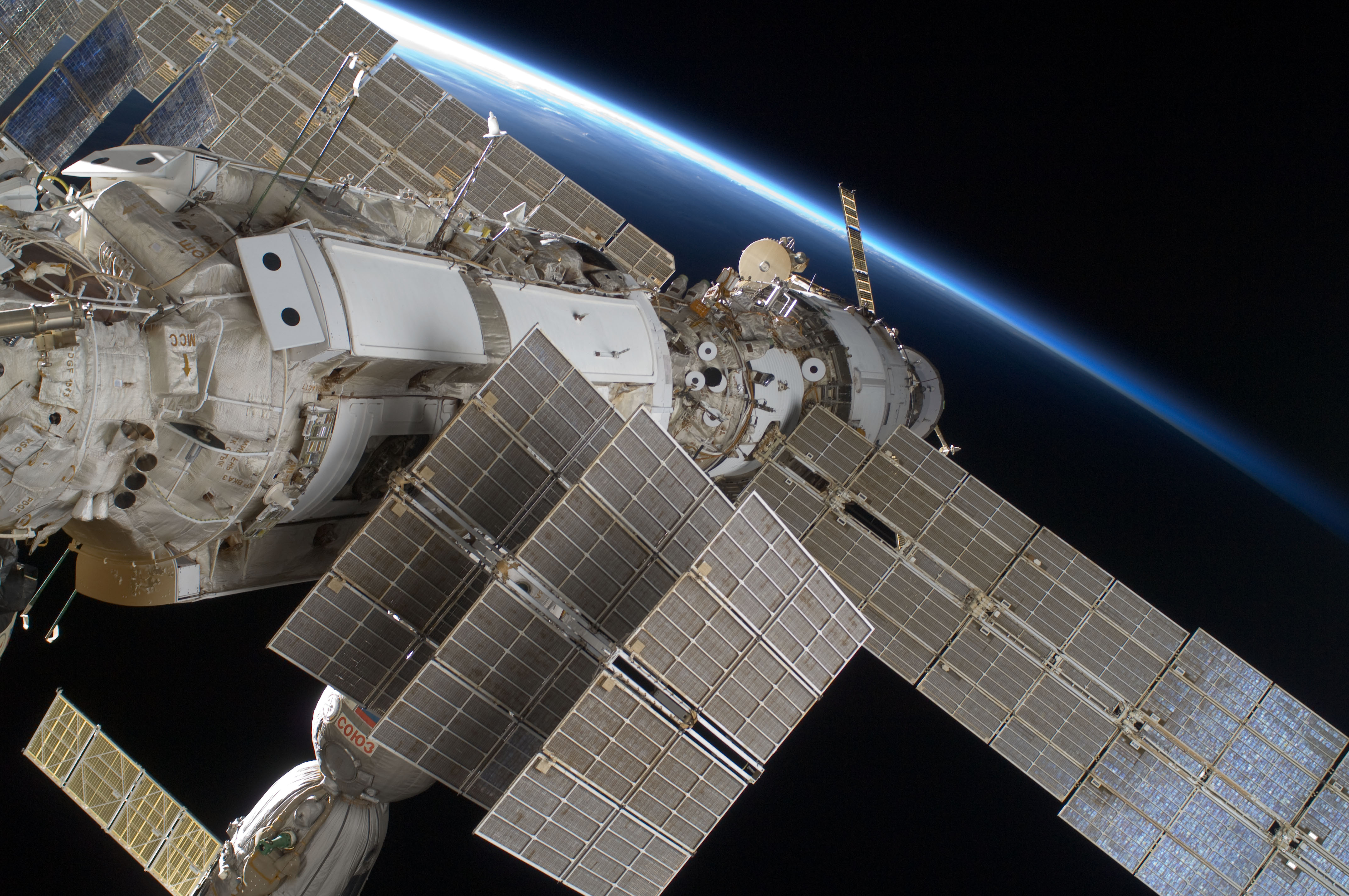
Au premier plan le module Zarya avec ses panneaux solaires repliés.

Zarya a la forme d'un quasi-cylindre de 12,6 mètres de long pour 4,1 mètres de diamètre et d'une masse de 19,3 tonnes à vide et de 24 968 kg lorsque les réservoirs contenant les ergols sont pleins (5 760 kg). Sa durée de vie garantie est de quinze ans. 
Les panneaux solaires déployés une fois le module en orbite sont composés de deux ensembles fixés de part et d'autre de Zarya d'une longueur unitaire de 10,7 mètres pour 3,4 mètres. Lorsque les panneaux solaires sont déployés, l'envergure du module atteint 24,40 mètres. Avec une superficie de 28 m2 ils fournissent une énergie électrique de 3 kilowatts qui est stockée dans 6 accumulateurs nickel-cadmium. La propulsion comprend trois ensembles de moteurs-fusées brûlant un mélange de UDMH et de peroxyde d'azote :
- Deux moteurs-fusées d'une poussée de 440 newtons sont utilisés pour la mise en orbite et les corrections d'orbite jusqu'à ce que le module Zvezda prenne le relais en 2000.
- Seize moteurs-fusées d'une poussée de 40 newtons sont utilisés pour les corrections fines de trajectoire.
- Vingt-quatre propulseurs de 13,4 newtons de poussée sont consacrés au contrôle d'attitude.

Le peroxyde d'azote est stocké dans 8 réservoirs de 400 litres (580 kg) tandis que 8 autres réservoirs de 330 litres (260 kg) contiennent de l'UDMH. Ces réservoirs peuvent être réapprovisionnés par des vaisseaux cargo Progress. 
Le module dispose de trois ports d'amarrage, un axial à l'extrémité arrière et deux autres (un radial et un axial) dans un sas situé à l'extrémité avant. Le port tourné vers l'extrémité avant de la Station est connecté au module pressurisé Unity via le module d'accouplement pressurisé PMA-1 et assure donc la liaison entre la partie russe et la partie américaine de la Station spatiale internationale. Le port d'amarrage arrière est connecté au Zvezda. Enfin le dernier port d'amarrage situé dans le sas et tourné vers le nadir est occupé par le module d'amarrage russe Rassvet depuis mai 2010.

Zarya
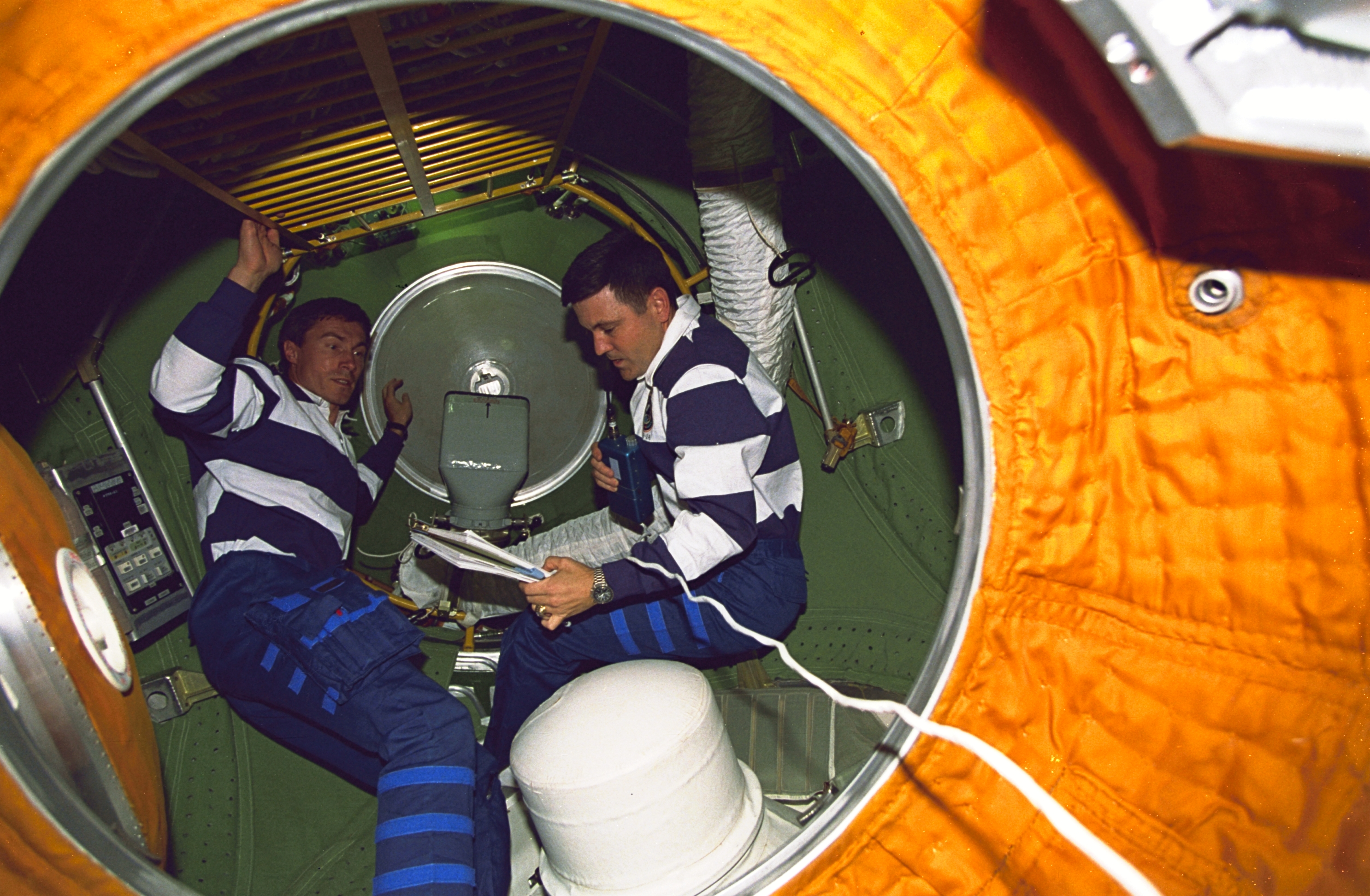
Sergei K. Krikalev et Robert D. Cabana dans le sas de Zarya.
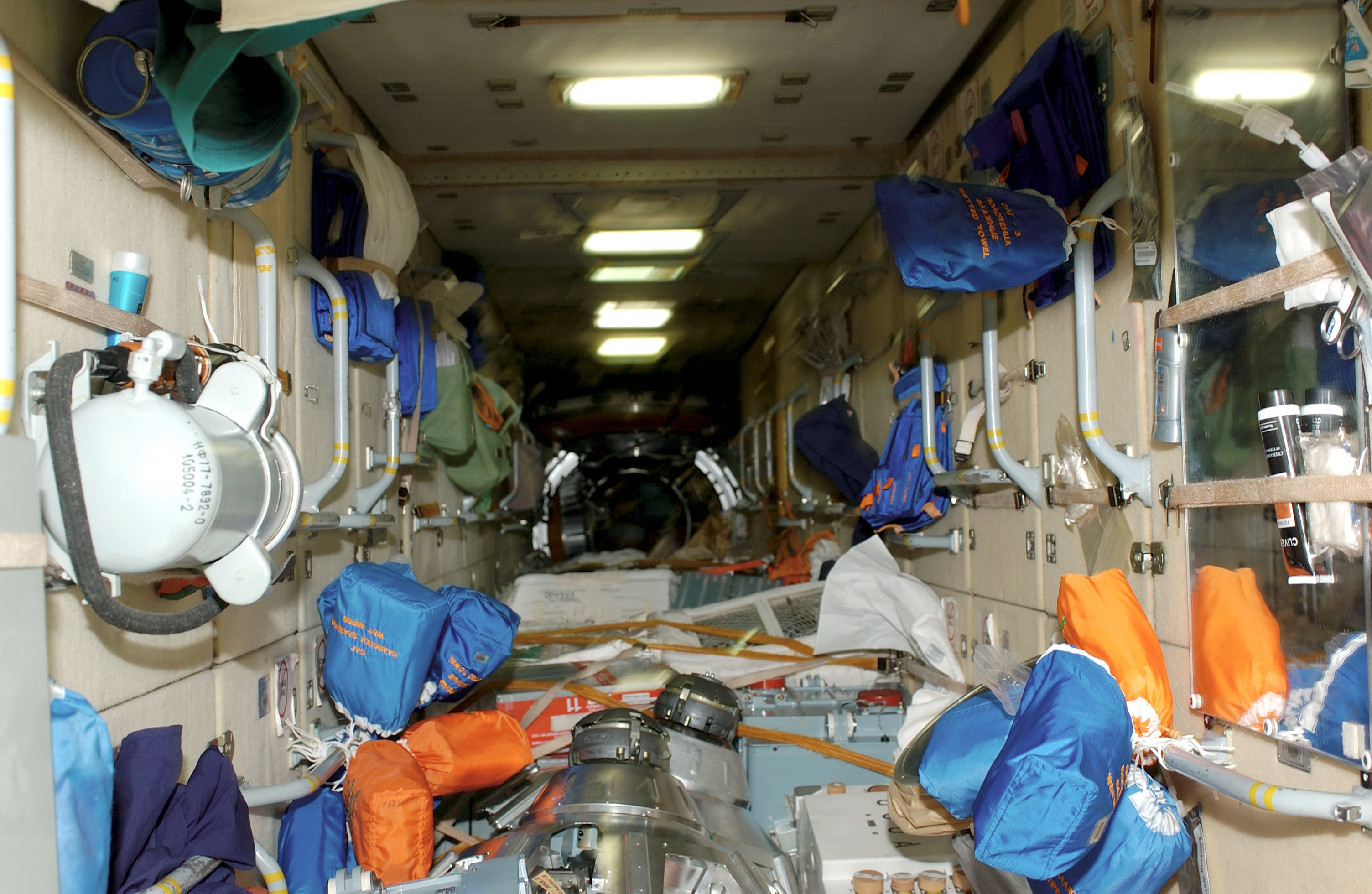
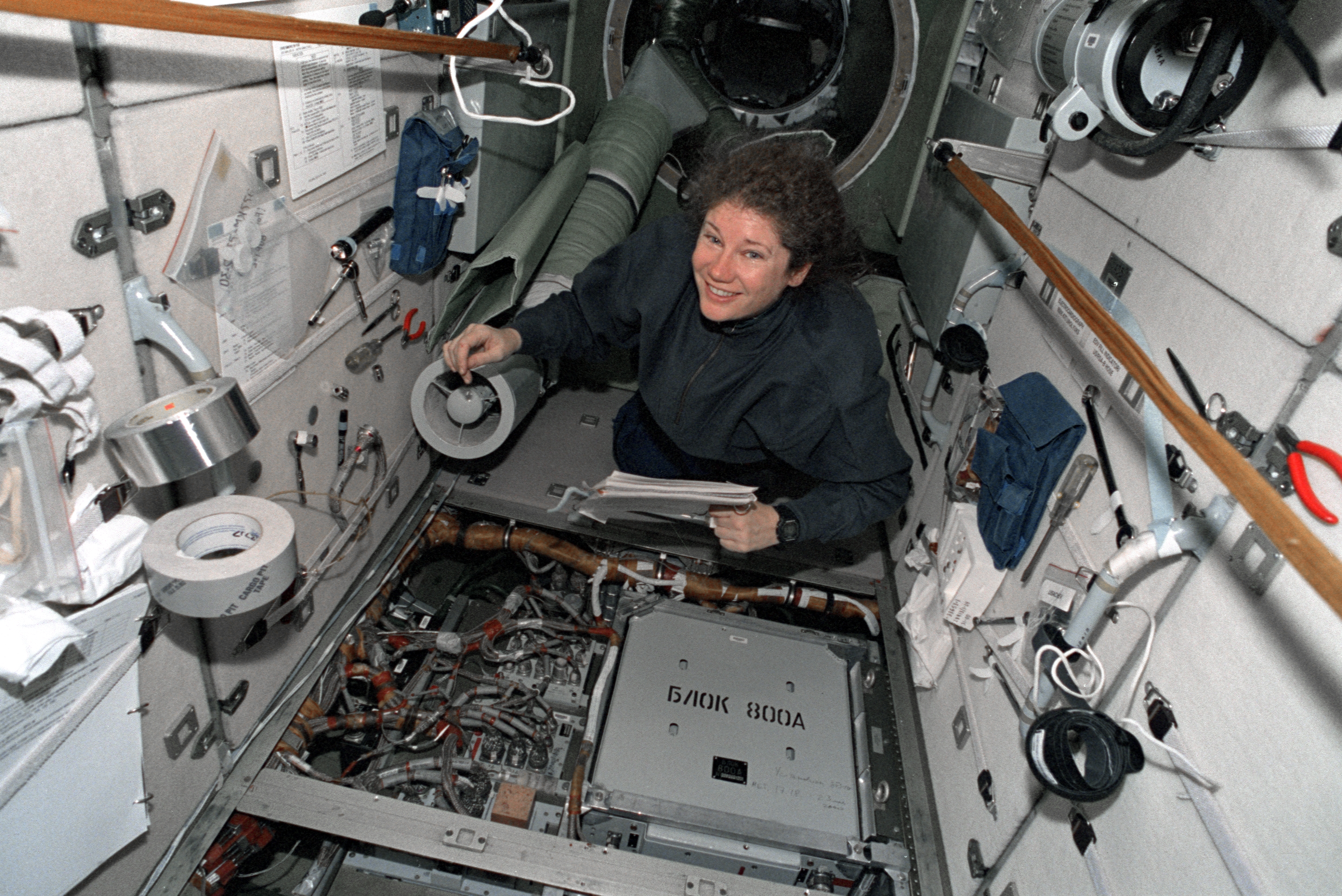
Entretien sur les accumulateurs.